# Ronde van Oostenrijk 2014
De 66e editie van de wielerwedstrijd Ronde van Oostenrijk (officieel: Österreich-Rundfahrt) vond in 2014 plaats van 6 tot en met 13 juli. De start was in Tulln an der Donau, de finish in Wenen. De ronde maakte deel uit van de UCI Europe Tour 2014, in de categorie 2.HC. In 2013 won de Oostenrijker Riccardo Zoidl. Deze editie werd gewonnen door de Brit Peter Kennaugh.

## Deelnemende ploegen
| WorldTour           | ProContinentaal     | Continentaal               |
| ------------------- | ------------------- | -------------------------- |
| Astana              | Bardiani CSF        | Amplatz-BMC                |
| BMC Racing Team     | Cofidis             | Gebrüder Weiss-Oberndorfer |
| Cannondale          | Wanty-Groupe Gobert | Gourmetfein Simplon Wels   |
| Garmin Sharp        |                     | Tirol                      |
| Katjoesja           |                     | Vorarlberg                 |
| Lotto-Belisol       |                     | WSA-Greenlife              |
| Movistar            |                     |                            |
| Sky ProCycling      |                     |                            |
| Tinkoff-Saxo        |                     |                            |
| Trek Factory Racing |                     |                            |

## Etappe-overzicht
| etappe | datum   | start      | finish            | type                | afstand  | winnaar            | klassementsleider |
| ------ | ------- | ---------- | ----------------- | ------------------- | -------- | ------------------ | ----------------- |
| 1e     | 6 juli  | Tulln      | Sonntagberg       | Bergrit             | 182 km   | Peter Kennaugh     | Peter Kennaugh    |
| 2e     | 7 juli  | Waidhofen  | Bad Ischl         | Heuvelrit           | 180,9 km | Oscar Gatto        | Peter Kennaugh    |
| 3e     | 8 juli  | Bad Ischl  | Kitzbüheler Horn  | Bergrit             | 206 km   | Dayer Quintana     | Peter Kennaugh    |
| 4e     | 9 juli  | Kitzbühel  | Matrei            | Bergrit             | 171,9 km | Oscar Gatto        | Peter Kennaugh    |
| 5e     | 10 juli | Matrei     | St. Johann        | Bergrit             | 146,4 km | Jesse Sergent      | Peter Kennaugh    |
| 6e     | 11 juli | St. Johann | Villach-Dobratsch | Bergrit             | 182,6 km | Jevgeni Petrov     | Peter Kennaugh    |
| 7e     | 12 juli | Podersdorf | Podersdorf        | Individuele tijdrit | 24,1 km  | Kristof Vandewalle | Peter Kennaugh    |
| 8e     | 13 juli | Podersdorf | Wenen             | Vlakke rit          | 122,8 km | Marco Haller       | Peter Kennaugh    |

## Etappe-uitslagen

### 1e etappe
| Tulln - Sonntagberg (182 km) |                     |                          |          |
| Plaats                       | Naam                | Ploeg                    | Tijd     |
| Winnaar                      | Peter Kennaugh      | Sky ProCycling           | 4u32'22" |
| 2                            | Oliver Zaugg        | Tinkoff-Saxo             | + 11"    |
| 3                            | Javier Moreno       | Movistar                 | + 18"    |
| 4                            | Damiano Caruso      | Cannondale               | + 21"    |
| 5                            | Ben Hermans         | BMC Racing Team          | z.t.     |
| 6                            | Patrick Konrad      | Gourmetfein Simplon Wels | + 25"    |
| 7                            | Eros Capecchi       | Movistar                 | + 30"    |
| 8                            | Daniel Martin       | Garmin Sharp             | + 31"    |
| 9                            | Kanstantsin Siwtsow | Sky ProCycling           | + 36"    |
| 10                           | Jure Golčer         | Gourmetfein Simplon Wels | z.t.     |
|                              |                     |                          |          |
| 24                           | Marco Minnaard      | Wanty-Groupe Gobert      | + 1'46"  |

| Algemeen klassement |                     |                          |          |
| Plaats              | Naam                | Ploeg                    | Tijd     |
| Gele trui           | Peter Kennaugh      | Sky ProCycling           | 4u32'22" |
| 2                   | Oliver Zaugg        | Tinkoff-Saxo             | + 15"    |
| 3                   | Javier Moreno       | Movistar                 | + 24"    |
| 4                   | Damiano Caruso      | Cannondale               | + 31"    |
| 5                   | Ben Hermans         | BMC Racing Team          | z.t.     |
| 6                   | Patrick Konrad      | Gourmetfein Simplon Wels | + 35"    |
| 7                   | Eros Capecchi       | Movistar                 | + 40"    |
| 8                   | Daniel Martin       | Garmin Sharp             | + 41"    |
| 9                   | Kanstantsin Siwtsow | Sky ProCycling           | + 46"    |
| 10                  | Jure Golčer         | Gourmetfein Simplon Wels | z.t.     |
|                     |                     |                          |          |
| 24                  | Marco Minnaard      | Wanty-Groupe Gobert      | + 1'56"  |

### 2e etappe
| Waidhofen - Bad Ischl (180,9 km) |                     |                     |          |
| Plaats                           | Naam                | Ploeg               | Tijd     |
| Winnaar                          | Oscar Gatto         | Cannondale          | 4u25'53" |
| 2                                | Juan José Lobato    | Movistar            | z.t.     |
| 3                                | Marco Haller        | Katjoesja           | z.t.     |
| 4                                | Jonas Van Genechten | Lotto-Belisol       | z.t.     |
| 5                                | Jay McCarthy        | Tinkoff-Saxo        | z.t.     |
| 6                                | Tim De Troyer       | Wanty-Groupe Gobert | z.t.     |
| 7                                | Fabian Schnaidt     | Vorarlberg          | z.t.     |
| 8                                | Jacopo Guarnieri    | Astana              | z.t.     |
| 9                                | Jan Tratnik         | Amplatz-BMC         | z.t.     |
| 10                               | Wesley Kreder       | Wanty-Groupe Gobert | z.t.     |

| Algemeen klassement |                     |                          |          |
| Plaats              | Naam                | Ploeg                    | Tijd     |
| Gele trui           | Peter Kennaugh      | Sky ProCycling           | 8u58'05" |
| 2                   | Oliver Zaugg        | Tinkoff-Saxo             | + 15"    |
| 3                   | Javier Moreno       | Movistar                 | + 24"    |
| 4                   | Damiano Caruso      | Cannondale               | + 31"    |
| 5                   | Ben Hermans         | BMC Racing Team          | z.t.     |
| 6                   | Patrick Konrad      | Gourmetfein Simplon Wels | + 35"    |
| 7                   | Eros Capecchi       | Movistar                 | + 40"    |
| 8                   | Daniel Martin       | Garmin Sharp             | + 41"    |
| 9                   | Kanstantsin Siwtsow | Sky ProCycling           | + 46"    |
| 10                  | Jure Golčer         | Gourmetfein Simplon Wels | z.t.     |
|                     |                     |                          |          |
| 24                  | Marco Minnaard      | Wanty-Groupe Gobert      | + 1'56"  |

### 3e etappe
| Bad Ischl - Kitzbüheler Horn (206 km) |                    |                          |          |
| Plaats                                | Naam               | Ploeg                    | Tijd     |
| Winnaar                               | Dayer Quintana     | Movistar                 | 5u13'16" |
| 2                                     | Damiano Caruso     | Cannondale               | + 54"    |
| 3                                     | Peter Kennaugh     | Sky ProCycling           | z.t.     |
| 4                                     | Javier Moreno      | Movistar                 | + 1'06"  |
| 5                                     | Patrick Konrad     | Gourmetfein Simplon Wels | + 1'25"  |
| 6                                     | Guillaume Levarlet | Cofidis                  | + 1'34"  |
| 7                                     | Jérôme Coppel      | Cofidis                  | z.t.     |
| 8                                     | Oliver Zaugg       | Tinkoff-Saxo             | + 1'42"  |
| 9                                     | Jure Golčer        | Gourmetfein Simplon Wels | + 1'49"  |
| 10                                    | Eros Capecchi      | Movistar                 | + 1'56"  |
|                                       |                    |                          |          |
| 15                                    | Francis De Greef   | Wanty-Groupe Gobert      | + 2'16"  |
| 30                                    | Marco Minnaard     | Wanty-Groupe Gobert      | + 3'49"  |

| Algemeen klassement |                  |                          |           |
| Plaats              | Naam             | Ploeg                    | Tijd      |
| Gele trui           | Peter Kennaugh   | Sky ProCycling           | 14u12'11" |
| 2                   | Damiano Caruso   | Cannondale               | + 29"     |
| 3                   | Javier Moreno    | Movistar                 | + 40"     |
| 4                   | Oliver Zaugg     | Tinkoff-Saxo             | + 1'07"   |
| 5                   | Patrick Konrad   | Gourmetfein Simplon Wels | + 1'10"   |
| 6                   | Jure Golčer      | Gourmetfein Simplon Wels | + 1'45"   |
| 7                   | Eros Capecchi    | Movistar                 | + 1'46"   |
| 8                   | Jérôme Coppel    | Cofidis                  | + 1'59"   |
| 9                   | Daniel Martin    | Garmin Sharp             | + 2'37"   |
| 10                  | Jesper Hansen    | Tinkoff-Saxo             | + 2'38"   |
|                     |                  |                          |           |
| 17                  | Francis De Greef | Wanty-Groupe Gobert      | + 3'14"   |
| 27                  | Marco Minnaard   | Wanty-Groupe Gobert      | + 4'55"   |

### 4e etappe
| Kitzbühel - Matrei (171,9 km) |                   |                     |          |
| Plaats                        | Naam              | Ploeg               | Tijd     |
| Winnaar                       | Oscar Gatto       | Cannondale          | 4u14'08" |
| 2                             | Juan José Lobato  | Movistar            | z.t.     |
| 3                             | Marco Haller      | Katjoesja           | z.t.     |
| 4                             | Fabio Felline     | Trek Factory Racing | z.t.     |
| 5                             | Nicola Boem       | Bardiani CSF        | z.t.     |
| 6                             | Francesco Gavazzi | Astana              | z.t.     |
| 7                             | Rick Zabel        | BMC Racing Team     | z.t.     |
| 8                             | Sebastian Lander  | BMC Racing Team     | z.t.     |
| 9                             | Damiano Caruso    | Cannondale          | z.t.     |
| 10                            | Peter Kennaugh    | Sky ProCycling      | z.t.     |
|                               |                   |                     |          |
| 11                            | Boris Vallée      | Lotto-Belisol       | z.t.     |
| 14                            | Raymond Kreder    | Garmin Sharp        | z.t.     |

| Algemeen klassement |                  |                          |           |
| Plaats              | Naam             | Ploeg                    | Tijd      |
| Gele trui           | Peter Kennaugh   | Sky ProCycling           | 18u26'19" |
| 2                   | Damiano Caruso   | Cannondale               | + 29"     |
| 3                   | Javier Moreno    | Movistar                 | + 40"     |
| 4                   | Oliver Zaugg     | Tinkoff-Saxo             | + 1'07"   |
| 5                   | Patrick Konrad   | Gourmetfein Simplon Wels | + 1'10"   |
| 6                   | Jure Golčer      | Gourmetfein Simplon Wels | + 1'45"   |
| 7                   | Eros Capecchi    | Movistar                 | + 1'46"   |
| 8                   | Jérôme Coppel    | Cofidis                  | + 1'59"   |
| 9                   | Jesper Hansen    | Tinkoff-Saxo             | + 2'38"   |
| 10                  | Dayer Quintana   | Movistar                 | + 2'39"   |
|                     |                  |                          |           |
| 15                  | Francis De Greef | Wanty-Groupe Gobert      | + 3'14"   |
| 23                  | Marco Minnaard   | Wanty-Groupe Gobert      | + 4'52"   |

### 5e etappe
| Matrei - St. Johann (146,4 km) |                |                          |          |
| Plaats                         | Naam           | Ploeg                    | Tijd     |
| Winnaar                        | Jesse Sergent  | Trek Factory Racing      | 3u57'04" |
| 2                              | Yoann Bagot    | Cofidis                  | + 49"    |
| 3                              | Patrick Konrad | Gourmetfein Simplon Wels | + 57"    |
| 4                              | Damiano Caruso | Cannondale               | z.t.     |
| 5                              | Daniel Martin  | Garmin Sharp             | z.t.     |
| 6                              | Javier Moreno  | Movistar                 | z.t.     |
| 7                              | Peter Kennaugh | Sky ProCycling           | z.t.     |
| 8                              | Oliver Zaugg   | Tinkoff-Saxo             | z.t.     |
| 9                              | Riccardo Zoidl | Trek Factory Racing      | z.t.     |
| 10                             | Thomas Degand  | Wanty-Groupe Gobert      | z.t.     |
|                                |                |                          |          |
| 40                             | Marco Minnaard | Wanty-Groupe Gobert      | + 6'44"  |

| Algemeen klassement |                |                          |           |
| Plaats              | Naam           | Ploeg                    | Tijd      |
| Gele trui           | Peter Kennaugh | Sky ProCycling           | 22u24'20" |
| 2                   | Damiano Caruso | Cannondale               | + 29"     |
| 3                   | Javier Moreno  | Movistar                 | + 40"     |
| 4                   | Patrick Konrad | Gourmetfein Simplon Wels | + 1'06"   |
| 5                   | Oliver Zaugg   | Tinkoff-Saxo             | + 1'07"   |
| 6                   | Jure Golčer    | Gourmetfein Simplon Wels | + 1'50"   |
| 7                   | Eros Capecchi  | Movistar                 | + 1'51"   |
| 8                   | Jérôme Coppel  | Cofidis                  | + 2'04"   |
| 9                   | Dayer Quintana | Movistar                 | + 2'44"   |
| 10                  | Jesper Hansen  | Tinkoff-Saxo             | + 2'50"   |
|                     |                |                          |           |
| 15                  | Thomas Degand  | Wanty-Groupe Gobert      | + 3'25"   |
| 23                  | Marco Minnaard | Wanty-Groupe Gobert      | + 10'39"  |

### 6e etappe
| St. Johann - Villach-Dobratsch (182,6 km) |                |                          |          |
| Plaats                                    | Naam           | Ploeg                    | Tijd     |
| Winnaar                                   | Jevgeni Petrov | Tinkoff-Saxo             | 4u48'37" |
| 2                                         | Dayer Quintana | Movistar                 | + 24"    |
| 3                                         | Peter Kennaugh | Sky ProCycling           | + 26"    |
| 4                                         | Riccardo Zoidl | Trek Factory Racing      | z.t.     |
| 5                                         | Oliver Zaugg   | Tinkoff-Saxo             | + 32"    |
| 6                                         | Javier Moreno  | Movistar                 | + 44"    |
| 7                                         | Damiano Caruso | Cannondale               | + 1'20"  |
| 8                                         | Larry Warbasse | BMC Racing Team          | + 1'25"  |
| 9                                         | Thomas Degand  | Wanty-Groupe Gobert      | z.t.     |
| 10                                        | Jure Golčer    | Gourmetfein Simplon Wels | + 1'37"  |
|                                           |                |                          |          |
| 48                                        | Reinier Honig  | Vorarlberg               | + 14'00" |

| Algemeen klassement |                |                          |           |
| Plaats              | Naam           | Ploeg                    | Tijd      |
| Gele trui           | Peter Kennaugh | Sky ProCycling           | 27u13'19" |
| 2                   | Javier Moreno  | Movistar                 | + 1'02"   |
| 3                   | Oliver Zaugg   | Tinkoff-Saxo             | + 1'17"   |
| 4                   | Damiano Caruso | Cannondale               | + 1'27"   |
| 5                   | Patrick Konrad | Gourmetfein Simplon Wels | + 2'35"   |
| 6                   | Dayer Quintana | Movistar                 | + 2'40"   |
| 7                   | Jure Golčer    | Gourmetfein Simplon Wels | + 3'05"   |
| 8                   | Eros Capecchi  | Movistar                 | + 3'11"   |
| 9                   | Riccardo Zoidl | Trek Factory Racing      | + 3'18"   |
| 10                  | Jérôme Coppel  | Cofidis                  | + 3'26"   |
|                     |                |                          |           |
| 11                  | Thomas Degand  | Wanty-Groupe Gobert      | + 4'28"   |
| 29                  | Marco Minnaard | Wanty-Groupe Gobert      | + 26'50"  |

### 7e etappe
| Podersdorf - Podersdorf (24,1 km (ITT)) |                     |                     |         |
| Plaats                                  | Naam                | Ploeg               | Tijd    |
| Winnaar                                 | Kristof Vandewalle  | Trek Factory Racing | 27'50"  |
| 2                                       | Jesse Sergent       | Trek Factory Racing | + 15"   |
| 3                                       | Manuel Quinziato    | BMC Racing Team     | + 18"   |
| 4                                       | Danilo Hondo        | Trek Factory Racing | + 38"   |
| 5                                       | Bob Jungels         | Trek Factory Racing | + 42"   |
| 6                                       | Kanstantsin Siwtsow | Sky ProCycling      | + 44"   |
| 7                                       | Gert Jõeäär         | Cofidis             | + 48"   |
| 8                                       | Stijn Devolder      | Trek Factory Racing | + 56"   |
| 9                                       | Riccardo Zoidl      | Trek Factory Racing | + 57"   |
| 10                                      | Jérôme Coppel       | Cofidis             | + 1'00" |
|                                         |                     |                     |         |
| 79                                      | Wesley Kreder       | Wanty-Groupe Gobert | + 2'58" |

| Algemeen klassement |                |                          |           |
| Plaats              | Naam           | Ploeg                    | Tijd      |
| Gele trui           | Peter Kennaugh | Sky ProCycling           | 27u42'32" |
| 2                   | Javier Moreno  | Movistar                 | + 1'03"   |
| 3                   | Damiano Caruso | Cannondale               | + 1'42"   |
| 4                   | Patrick Konrad | Gourmetfein Simplon Wels | + 2'50"   |
| 5                   | Riccardo Zoidl | Trek Factory Racing      | + 2'52"   |
| 6                   | Jérôme Coppel  | Cofidis                  | + 3'03"   |
| 7                   | Oliver Zaugg   | Tinkoff-Saxo             | + 3'07"   |
| 8                   | Jure Golčer    | Gourmetfein Simplon Wels | + 3'47"   |
| 9                   | Dayer Quintana | Movistar                 | + 4'14"   |
| 10                  | Thomas Degand  | Wanty-Groupe Gobert      | + 4'15"   |
|                     |                |                          |           |
| 29                  | Marco Minnaard | Wanty-Groupe Gobert      | + 28'33"  |

### 8e etappe
| Podersdorf - Wenen (122,8 km) |                   |                          |          |
| Plaats                        | Naam              | Ploeg                    | Tijd     |
| Winnaar                       | Marco Haller      | Katjoesja                | 2u03'08" |
| 2                             | Jacopo Guarnieri  | Astana                   | z.t.     |
| 3                             | Raymond Kreder    | Garmin Sharp             | z.t.     |
| 4                             | Boris Vallée      | Lotto-Belisol            | z.t.     |
| 5                             | Aleksej Loetsenko | Astana                   | z.t.     |
| 6                             | Fábio Silvestre   | Trek Factory Racing      | z.t.     |
| 7                             | Andrea Piechele   | Bardiani CSF             | z.t.     |
| 8                             | Clément Venturini | Cofidis                  | z.t.     |
| 9                             | Damiano Caruso    | Cannondale               | z.t.     |
| 10                            | Daniel Biedermann | Gourmetfein Simplon Wels | z.t.     |

## Eindklassementen
| Plaats    | Naam                | Ploeg                    | Tijd      |
| --------- | ------------------- | ------------------------ | --------- |
| Gele trui | Peter Kennaugh      | Sky ProCycling           | 29u45'40" |
| 2         | Javier Moreno       | Movistar                 | + 1'03"   |
| 3         | Damiano Caruso      | Cannondale               | + 1'42"   |
| 4         | Patrick Konrad      | Gourmetfein Simplon Wels | + 2'50"   |
| 5         | Riccardo Zoidl      | Trek Factory Racing      | + 2'52"   |
| 6         | Jérôme Coppel       | Cofidis                  | + 3'03"   |
| 7         | Oliver Zaugg        | Tinkoff-Saxo             | + 3'07"   |
| 8         | Jure Golčer         | Gourmetfein Simplon Wels | + 3'47"   |
| 9         | Dayer Quintana      | Movistar                 | + 4'14"   |
| 10        | Thomas Degand       | Wanty-Groupe Gobert      | + 4'15"   |
| 11        | Eros Capecchi       | Movistar                 | + 4'18"   |
| 12        | Christophe Le Mével | Cofidis                  | + 5'27"   |
| 13        | Janez Brajkovič     | Astana                   | + 6'04"   |
| 14        | Matija Kvasina      | Gourmetfein Simplon Wels | + 6'37"   |
| 15        | Daniel Martin       | Garmin Sharp             | + 7'01"   |
| 16        | Bob Jungels         | Trek Factory Racing      | + 7'06"   |
| 17        | Frederik Backaert   | Wanty-Groupe Gobert      | + 11'53"  |
| 18        | Brent Bookwalter    | BMC Racing Team          | + 13'33"  |
| 19        | Jevgeni Petrov      | Tinkoff-Saxo             | + 13'37"  |
| 20        | Francis De Greef    | Wanty-Groupe Gobert      | + 14'24"  |
|           |                     |                          |           |
| 29        | Marco Minnaard      | Wanty-Groupe Gobert      | + 28'27"  |

| Plaats    | Naam               | Ploeg               | Punten |
| --------- | ------------------ | ------------------- | ------ |
| Rode trui | Peter Kennaugh     | Sky ProCycling      | 42     |
| 2         | Damiano Caruso     | Cannondale          | 39     |
| 3         | Marco Haller       | Katjoesja           | 35     |
|           |                    |                     |        |
| 15        | Kristof Vandewalle | Trek Factory Racing | 15     |
| 19        | Marco Minnaard     | Wanty-Groupe Gobert | 11     |

| Plaats        | Naam             | Ploeg               | Punten |
| ------------- | ---------------- | ------------------- | ------ |
| Bolletjestrui | Maksim Belkov    | Katjoesja           | 37     |
| 2             | Dayer Quintana   | Movistar            | 23     |
| 3             | Peter Kennaugh   | Sky ProCycling      | 22     |
|               |                  |                     |        |
| 9             | Marco Minnaard   | Wanty-Groupe Gobert | 14     |
| 29            | Kévin Van Melsen | Wanty-Groupe Gobert | 4      |

| Plaats     | Naam              | Ploeg                    | Tijd       |
| ---------- | ----------------- | ------------------------ | ---------- |
| Witte trui | Patrick Konrad    | Gourmetfein Simplon Wels | 29u48'30"  |
| 2          | Dayer Quintana    | Movistar                 | + 1'24"    |
| 3          | Bob Jungels       | Trek Factory Racing      | + 4'16"    |
|            |                   |                          |            |
| 4          | Frederik Backaert | Wanty-Groupe Gobert      | + 9'03     |
| 36         | Wesley Kreder     | Wanty-Groupe Gobert      | + 1u11'17" |

| Plaats | Ploeg                    | Tijd      |
| ------ | ------------------------ | --------- |
|        | Movistar                 | 89u23'03" |
| 2      | Tinkoff-Saxo             | + 5'49"   |
| 3      | Gourmetfein Simplon Wels | + 7'16"   |
|        |                          |           |
| 5      | Wanty-Groupe Gobert      | + 18'21"  |

## Klassementenverloop
| Etappe       | Winnaar            | Algemeen klassement · | Puntenklassement · | Bergklassement · | Jongerenklassement · | Ploegenklassement ·      |
| ------------ | ------------------ | --------------------- | ------------------ | ---------------- | -------------------- | ------------------------ |
| 1            | Peter Kennaugh     | Peter Kennaugh        | Peter Kennaugh     | Maksim Belkov    | Patrick Konrad       | Gourmetfein Simplon Wels |
| 2            | Oscar Gatto        | Peter Kennaugh        | Peter Kennaugh     | Maksim Belkov    | Patrick Konrad       | Gourmetfein Simplon Wels |
| 3            | Dayer Quintana     | Peter Kennaugh        | Peter Kennaugh     | Maksim Belkov    | Patrick Konrad       | Movistar                 |
| 4            | Oscar Gatto        | Peter Kennaugh        | Oscar Gatto        | Maksim Belkov    | Patrick Konrad       | Movistar                 |
| 5            | Jesse Sergent      | Peter Kennaugh        | Peter Kennaugh     | Maksim Belkov    | Patrick Konrad       | Movistar                 |
| 6            | Jevgeni Petrov     | Peter Kennaugh        | Peter Kennaugh     | Maksim Belkov    | Patrick Konrad       | Movistar                 |
| 7            | Kristof Vandewalle | Peter Kennaugh        | Peter Kennaugh     | Maksim Belkov    | Patrick Konrad       | Movistar                 |
| 8            | Marco Haller       | Peter Kennaugh        | Peter Kennaugh     | Maksim Belkov    | Patrick Konrad       | Movistar                 |
| 0Eindstanden | 0Eindstanden       | Peter Kennaugh        | Peter Kennaugh     | Maksim Belkov    | Patrick Konrad       | Movistar                 |

## UCI Europe Tour
In deze Ronde van Oostenrijk zijn punten te verdienen voor de ranking in de UCI Europe Tour 2014. Enkel renners die uitkomen voor een (pro-)continentale ploeg, maken aanspraak om punten te verdienen.
| Positie                      | 1e  | 2e | 3e | 4e | 5e | 6e | 7e | 8e | 9e | 10e | 11e | 12e | 13e | 14e | 15e |
| Eindklassement               | 100 | 70 | 40 | 30 | 25 | 20 | 15 | 10 | 9  | 8   | 7   | 6   | 5   | 4   | 3   |
| Per etappe                   | 20  | 14 | 8  | 7  | 6  | 5  | 4  | 2  |    |     |     |     |     |     |     |
| Drager leiderstrui (per dag) | 10  |    |    |    |    |    |    |    |    |     |     |     |     |     |     |

| #  | Renner              | Ploeg                    | Punten |
| -- | ------------------- | ------------------------ | ------ |
| 1  | Patrick Konrad      | Gourmetfein Simplon Wels | 49     |
| 2  | Jérôme Coppel       | Cofidis                  | 24     |
| 3  | Jure Golčer         | Gourmetfein Simplon Wels | 10     |
| 4  | Yoann Bagot         | Cofidis                  | 14     |
| 5  | Thomas Degand       | Wanty-Groupe Gobert      | 8      |
| 6  | Nicola Boem         | Bardiani CSF             | 6      |
| 6  | Christophe Le Mével | Cofidis                  | 6      |
| 8  | Tim De Troyer       | Wanty-Groupe Gobert      | 5      |
| 8  | Guillaume Levarlet  | Cofidis                  | 5      |
| 10 | Fabian Schnaidt     | Vorarlberg               | 4      |
| 10 | Gert Jõeäär         | Cofidis                  | 4      |
| 10 | Andrea Piechele     | Bardiani CSF             | 4      |
| 10 | Matija Kvasina      | Gourmetfein Simplon Wels | 4      |
| 14 | Clément Venturini   | Cofidis                  | 2      |

1949 ·
1950 ·
1951 ·
1952 ·
1953 ·
1954 ·
1955 ·
1956 ·
1957 ·
1958 ·
1959 ·
1960 ·
1961 ·
1962 ·
1963 ·
1964 ·
1965 ·
1966 ·
1967 ·
1968 ·
1969 ·
1977 ·
1971 ·
1972 ·
1973 ·
1974 ·
1975 ·
1976 ·
1977 ·
1978 ·
1979 ·
1980 ·
1981 ·
1982 ·
1983 ·
1984 ·
1985 ·
1986 ·
1987 ·
1988 ·
1989 ·
1990 ·
1991 ·
1992 ·
1993 ·
1994 ·
1995 ·
1996 ·
1997 ·
1998 ·
1999 ·
2000 ·
2001 ·
2002 ·
2003 · 2004 · 2005 · 2006 · 2007 · 2008 · 2009 · 2010 · 2011 · 2012 · 2013 · 2014 · 2015 · 2016 · 2017 · 2018 · 2019 · 2020-2022 · 2023 · 2024
Etappewedstrijden

 Ster van Bessèges ·
 Ronde van de Middellandse Zee ·
 Ruta del Sol ·
 Ronde van de Algarve ·
 Ronde van de Haut-Var ·
 Driedaagse van West-Vlaanderen ·
 Internationale Wielerweek ·
 Internationaal Wegcriterium ·
 Driedaagse van De Panne-Koksijde ·
 Ronde van de Sarthe ·
 Ronde van Trentino ·
 Ronde van Turkije ·
 Vierdaagse van Duinkerke ·
 Ronde van Azerbeidzjan ·
 Szlakiem Grodów Piastowskich ·
 Ronde van Castilië en León ·
 Ronde van Picardië ·
 Ronde van Noorwegen ·
 World Ports Classic ·
 Ronde van Beieren ·
 Ronde van België ·
 Tour des Fjords ·
 Ronde van Estland ·
 Ronde van Luxemburg ·
 Boucles de la Mayenne ·
 Ster ZLM Toer ·
 Ronde van Slovenië ·
 Route du Sud ·
 Ronde van Oostenrijk ·
 Sibiu Cycling Tour ·
 Ronde van Wallonië ·
 Ronde van Portugal ·
 Ronde van Denemarken ·
 Ronde van de Ain ·
 Ronde van Burgos ·
 Arctic Race of Norway ·
 Ronde van de Limousin ·
 Ronde van Poitou-Charentes ·
 Ronde van Groot-Brittannië ·
 Ronde van Gévaudan Languedoc-Roussillon ·
 Eurométropole Tour
Eendaagse wedstrijden

 GP La Marseillaise ·
 Grote Prijs van de Etruskische Kust ·
 Trofeo Palma ·
 Trofeo Ses Salines ·
 Trofeo Serra de Tramuntana ·
 Trofeo Platja de Muro ·
 Trofeo Laigueglia ·
 Ronde van Murcia ·
 Omloop Het Nieuwsblad ·
 Classic Sud Ardèche ·
 GP Lugano ·
 Clásica de Almería ·
 Kuurne-Brussel-Kuurne ·
 La Drôme Classic ·
 Le Samyn ·
 GP Città di Camaiore ·
 Strade Bianche ·
 Roma Maxima ·
 Ronde van Drenthe ·
 Dwars door Drenthe ·
 Nokere Koerse ·
 GP Nobili Rubinetterie ·
 Handzame Classic ·
 Classic Loire-Atlantique ·
 Grote Prijs van Cholet-Pays de Loire ·
 Dwars door Vlaanderen ·
 Route Adélie de Vitré ·
 Volta Limburg Classic ·
 Grote Prijs Miguel Indurain ·
 Ronde van La Rioja ·
 Scheldeprijs ·
 GP Cerami ·
 Klasika Primavera ·
 Parijs-Camembert ·
 Brabantse Pijl ·
 GP Denain ·
 Ronde van de Finistère ·
 Tro Bro Léon ·
 Ronde van Keulen ·
 La Roue Tourangelle ·
 Rund um den Finanzplatz Eschborn-Frankfurt ·
 Ronde van de Somme ·
 ProRace Berlin ·
 Grote Prijs van Plumelec ·
 Boucles de l'Aulne ·
 Ronde van Zeeland Seaports ·
 GP Kanton Aargau ·
 Ronde van Limburg ·
 Ronde van de Apennijnen ·
 Halle-Ingooigem ·
 Prueba Villafranca de Ordizia ·
 GP Industria & Artigianato-Larciano ·
 Ronde van Toscane ·
 Circuito de Getxo ·
 Polynormande ·
 RideLondon Classic ·
 GP Stad Zottegem ·
 Arnhem-Veenendaal Classic ·
 Châteauroux Classic de l'Indre ·
 Druivenkoers Overijse ·
 Brussels Cycling Classic ·
 GP Fourmies ·
 Ronde van de Doubs ·
 GP Jef Scherens ·
 Coppa Bernocchi ·
 GP van Wallonië ·
 Coppa Agostoni ·
 Ronde van de Drie Valleien ·
 Kampioenschap van Vlaanderen ·
 Grote Prijs Impanis-Van Petegem ·
 Memorial Marco Pantani ·
 GP Industria & Commercio di Prato ·
 GP van Isbergues ·
 Omloop van het Houtland ·
 Duo Normand ·
 Milaan-Turijn ·
 Ronde van het Münsterland ·
 Ronde van de Vendée ·
 Memorial Frank Vandenbroucke ·
 Coppa Sabatini ·
 Parijs-Bourges ·
 Ronde van Emilia ·
 Parijs-Tours ·
 GP Beghelli ·
 Nationale Sluitingsprijs ·
 Chrono des Nations